# Lipiniella secunda
Lipiniella secunda är en tvåvingeart som beskrevs av Shilova och Proviz 1997. Lipiniella secunda ingår i släktet Lipiniella och familjen fjädermyggor. Inga underarter finns listade i Catalogue of Life.